# Chromodoris
Chromodoris Alder & Hancock, 1855 è un genere di molluschi nudibranchi della famiglia Chromodorididae.

## Tassonomia
Il genere comprende le seguenti specie:
- Chromodoris africana Eliot, 1904
- Chromodoris aila Er. Marcus, 1961

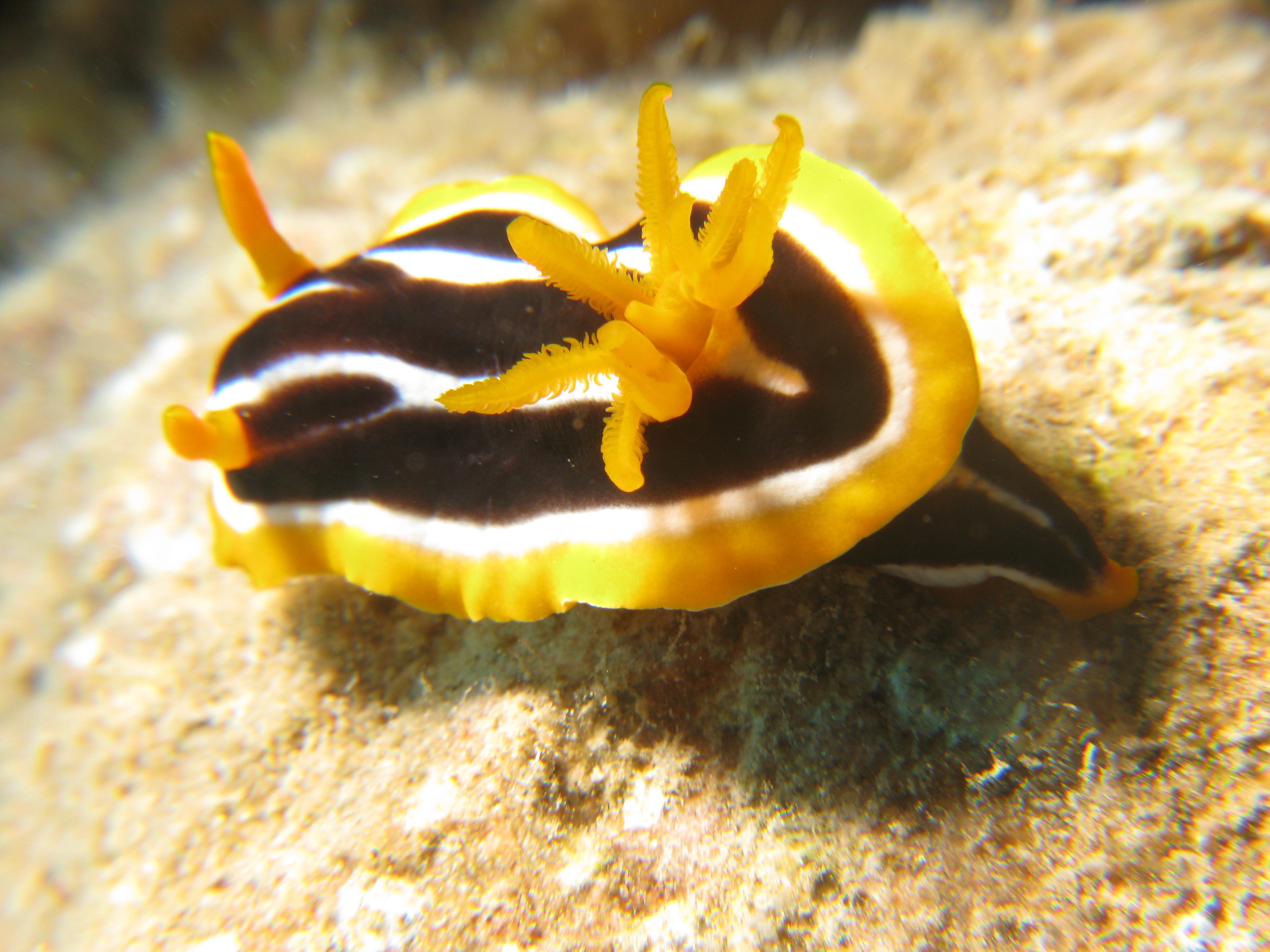
Chromodoris africana

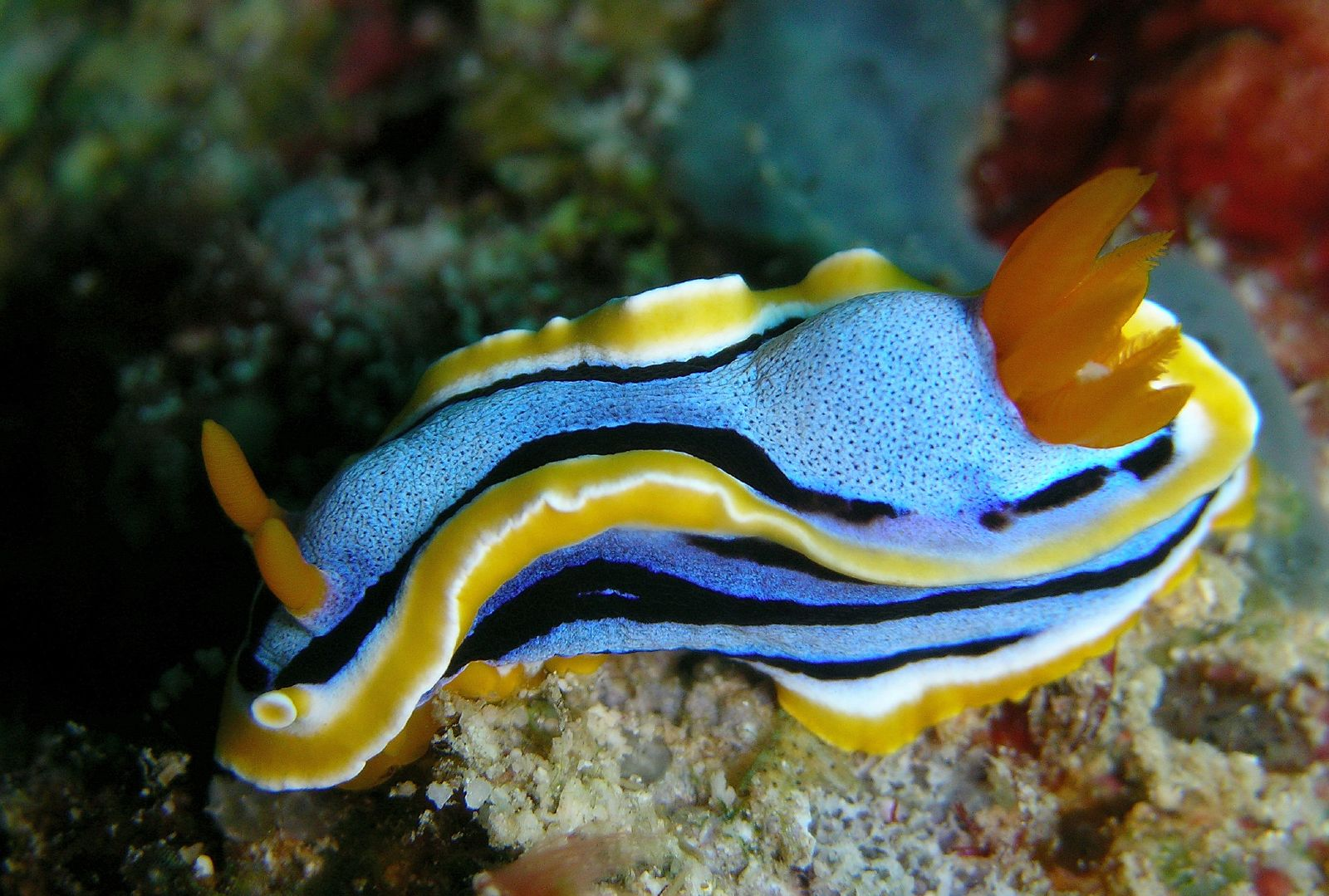
Chromodoris annae

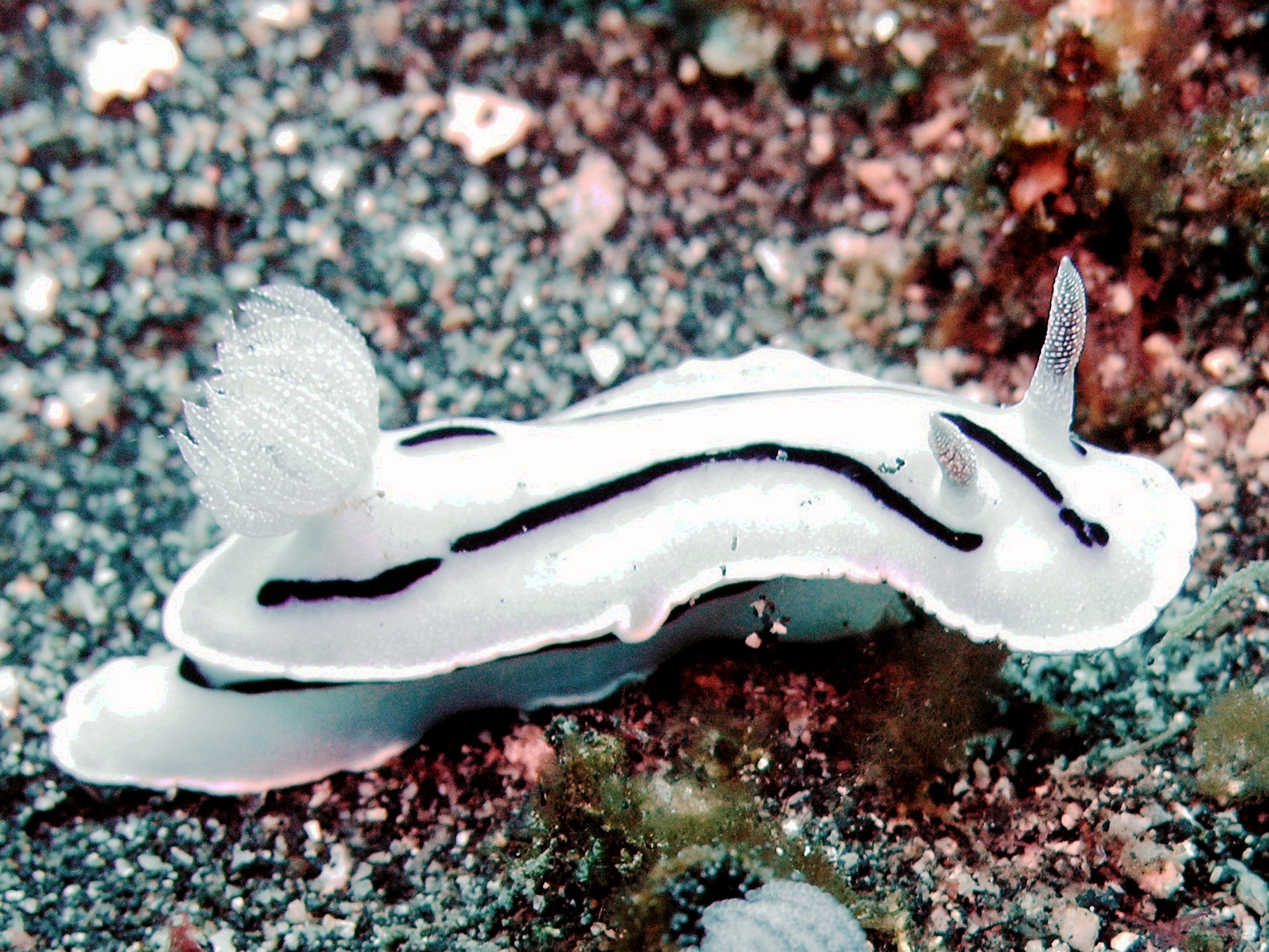
Chromodoris willani

- Chromodoris albolimbata Bergh, 1907
- Chromodoris albonotata Bergh, 1875
- Chromodoris alternata (Burn, 1957)
- Chromodoris ambigua Rudman, 1987
- Chromodoris annae Bergh, 1877
- Chromodoris aspersa (Gould, 1852)
- Chromodoris balat Bonomo & Gosliner, 2020
- Chromodoris baqe Bonomo & Gosliner, 2020
- Chromodoris briqua Marcus & Burch, 1965
- Chromodoris buchananae Gosliner & Behrens, 2000
- Chromodoris burni Rudman, 1982
- Chromodoris camoena Bergh, 1879
- Chromodoris cardinalis Bergh, 1880
- Chromodoris celinae Tibiriçá, Pola, Ortigosa & Cervera, 2020
- Chromodoris colemani Rudman, 1982
- Chromodoris dianae Gosliner & Behrens, 1998
- Chromodoris dictya Er. Marcus & Ev. Marcus, 1970
- Chromodoris elisabethina Bergh, 1877
- Chromodoris euelpis Bergh, 1907
- Chromodoris hamiltoni Rudman, 1977
- Chromodoris helium Tibiriçá, Pola, Ortigosa & Cervera, 2020
- Chromodoris hilaris Bergh, 1890
- Chromodoris inconspicua Eliot, 1904
- Chromodoris inopinata Bergh, 1905
- Chromodoris joshi Gosliner & Behrens, 1998
- Chromodoris kalawakan Bonomo & Gosliner, 2020
- Chromodoris kuiteri Rudman, 1982
- Chromodoris lapinigensis Bergh, 1879
- Chromodoris lata Risbec, 1928
- Chromodoris lentiginosa Pease, 1871
- Chromodoris lineolata van Hasselt, 1824
- Chromodoris lochi Rudman, 1982
- Chromodoris magnifica (Quoy & Gaimard, 1832) - specie tipo
- Chromodoris mariana Bergh, 1890
- Chromodoris marpessa Bergh, 1905
- Chromodoris michaeli Gosliner & Behrens, 1998
- Chromodoris nodulosa Bergh, 1905
- Chromodoris nona (Baba, 1953)
- Chromodoris ophthalmica Bergh, 1905
- Chromodoris orientalis Rudman, 1983
- Chromodoris pantharella Bergh, 1879
- Chromodoris papulosa Bergh, 1905
- Chromodoris paupera Bergh, 1877
- Chromodoris perola Ev. Marcus, 1976
- Chromodoris porcata Bergh, 1889
- Chromodoris pustulans Bergh, 1877
- Chromodoris quadricolor Rüppell & Leuckart, 1828
- Chromodoris quagga Bonomo & Gosliner, 2020
- Chromodoris reticulata (Pease, 1866)
- Chromodoris roseopicta Verrill, 1900
- Chromodoris rudolphi Bergh, 1880
- Chromodoris splendens Eliot, 1904
- Chromodoris striatella Bergh, 1877
- Chromodoris strigata Rudman, 1982
- Chromodoris tenuilinearis Farran, 1905
- Chromodoris tenuis Collingwood, 1881
- Chromodoris thompsoni Rudman, 1983
- Chromodoris trouilloti Risbec, 1928
- Chromodoris venusta Bergh, 1905
- Chromodoris virginea Bergh, 1877
- Chromodoris westraliensis (O'Donoghue, 1924)
- Chromodoris willani Rudman, 1982